# Carnival Conquest
El Carnival Conquest es un crucero de la clase Conquest operado por Carnival Cruise Line. Es la primera de su clase homónima, cuyo diseño se deriva de la clase Destiny. El sesenta por ciento de sus camarotes tienen vista al mar, y el sesenta por ciento de ellos (37% de todas las cabinas) tienen balcones. La decoración interior del barco es de un estilo impresionista francés diseñado para complementar la ciudad portuaria de Nueva Orleans. El Carnival Conquest fue renovado en 2009.

El buque actualmente tiene su puerto base en Miami, Florida.